# Gian Carlo Muzzarelli
Gian Carlo Muzzarelli (Modena, 22 giugno 1955) è un politico italiano, sindaco di Modena dal 10 giugno 2014 al
12 giugno 2024 e consigliere regionale dell'Emilia-Romagna dal 2024.

## Biografia
Diplomato in ragioneria, diviene a soli venticinque anni sindaco di Fanano, ricoprendo tale ruolo fino al 1990. Nello stesso periodo ricopre la carica di assessore all'Agricoltura, Turismo e Programmazione all'interno della Comunità montana del Frignano. 
Nel decennio successivo, dal 1990 al 1999 diventa assessore della provincia di Modena, occupandosi di Sanità, Servizi sociali, Turismo, Cultura e Volontariato durante il primo mandato e di Programmazione territoriale, Ambiente e Protezione civile dopo le elezioni amministrative del 1994. 
Alle elezioni regionali in Emilia-Romagna del 2000 si candida tra le liste dei Democratici di Sinistra, nella mozione del presidente uscente Vasco Errani, venendo eletto nella circoscrizione di Modena all'Assemblea legislativa dell'Emilia-Romagna, a cui segue un secondo mandato nel 2005, dove in questi dieci anni ha presieduto la commissione Territorio e Ambiente. 
Nel 2009 viene nominato assessore regionale alla Programmazione e sviluppo territoriale, Cooperazione con le Autonomie locali ed Organizzazione, e dopo le elezioni del 2010 Vasco Errani lo conferma come assessore alle Attività produttive. Si dimetterà da tale carica dopo la sua elezione a sindaco di Modena. 

### Sindaco di Modena
Alle elezioni amministrative del 2014 si candida a sindaco di Modena, sostenuto da una coalizione di centro sinistra formata da Partito Democratico, Sinistra Ecologia e Libertà, Centro Democratico, Moderati e Partito dei Comunisti italiani, ottenendo il 49,71% dei voti e accedendo al ballottaggio con il candidato del Movimento 5 Stelle Marco Bortolotti. Al ballottaggio dell'8 giugno Muzzarelli viene eletto sindaco di Modena con il 63,07% dei voti e superando Bortolotti (36,93%). La sua amministrazione si contraddistingue per aver contribuito all'organizzazione di Modena Park 2017, evento musicale tenuto da Vasco Rossi che ha battuto il record mondiale di concerto con il più alto numero di spettatori paganti (225.173). Il cantante in seguito spenderà parole di elogio per il sindaco.
Durante il suo mandato il sindaco ha ricevuto contestazioni da parte di associazioni ambientaliste e comitati a causa di nuove urbanizzazioni residenziali nell'area di Vaciglio a cui la giunta ha dato il via, motivando la decisione con le penali che il Comune avrebbe dovuto pagare in caso di blocco del progetto, già previsto dai piani urbanistici comunali. Dopo le proteste, la giunta ha ridotto i volumi edificabili e le aree interessate dalla costruzione delle nuove abitazioni.
Sostenuto da PD, +Europa, Sinistra per Modena, Federazione dei Verdi e Modena Solidale, il 26 maggio 2019 viene rieletto sindaco al primo turno con il 53,4%. Tra 2021 e 2023 la giunta viene fatta nuovamente segno di critiche in relazione al progetto di costruzione di un nuovo polo logistico e di una moschea nell'area abbandonata dell'ex area industriale nel quartiere "Sacca", criticato a causa del traffico e dell'inquinamento acustico e ambientale che avrebbe generato in un'area urbana residenziale. In seguito alle proteste il piano viene ridimensionato e vengono aumentate le aree verdi rispetto al progetto precedente, ma anche la nuova versione viene approvata col voto favorevole del solo Partito Democratico, mentre i comitati ambientali ritengono il ridimensionamento insufficiente.

### Consigliere regionale dell'Emilia-Romagna
In occasione delle elezioni regionali in Emilia-Romagna del 2024, si candida al Consiglio Regionale, venendo eletto.